# Rick Peters

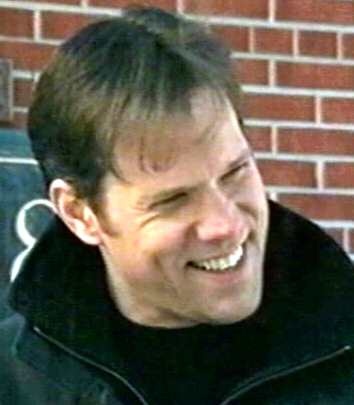

Rick Peters (nascido em Junho de 1966, Detroit, Michigan) é um ator americano.